# NGC 947
NGC 947 is een balkspiraalstelsel in het sterrenbeeld Walvis. Het hemelobject werd op 10 november 1835 ontdekt door de Britse astronoom John Herschel.

## Synoniemen
- PGC 9420
- ESO 545-21
- MCG -3-7-22
- IRAS02262-1915